# Le Guide de Mme Chaix
Le Guide de Mme Chaix (sous-titré « Pour voyager à bord du chemin de fer hygiénique d’Ankh-Morpork et des plaines de Sto ») est un livre de Terry Pratchett originellement publié en anglais sous le titre Mrs Bradshaw’s Handbook en novembre 2014. Sa traduction française sort en octobre 2015. C'est un ouvrage annexe aux Annales du Disque-monde.

## Résumé
« Abondamment illustré et truffé de détails piquants et utiles, Le guide de Mme Chaix donne un aperçu des plaines de Sto à nul autre pareil.

De la tortille de Grand-Ballant aux souks de Zemphis : une route parsemée de panoramas édifiants.

Billets, remèdes et transport de votre dragon des marais : conseils indispensables et détails pratiques pour bien voyager.

Villégiatures élégantes et auberges pittoresques : logements hygiéniques de bonne tenue pour toutes espèces et toutes tailles. »

— Quatrième de couverture du Guide.
Le personnage de Napoléonie Chaix (Georgina Bradshaw dans la version anglaise, veuve d'Archibald Bratshaw) apparait pour la première fois dans le roman Déraillé : elle rencontre alors le directeur des Postes et de la Banque royale d'Ankh-Morpock, Moite von Lipwig. Ce dernier lui a offert la gratuité du transport sur les lignes ferroviaires en échange d'un pourcentage sur la publication de ses carnets de voyage.
Le Guide est censé inciter les Morporkiens à voyager, leur fournissant la description des lieux reliés par chemin de fer, des conseils et les bonnes adresses nécessaires.

## Allusion
En plus du clin d'œil aux débuts des chemins de fer britanniques au milieu du XIXe siècle (pendant la Révolution industrielle), Terry Pratchett fait référence ici à l'ouvrage The Bradshaw's Railway Time Tables and Assistant to Railway Travelling, du nom de l'éditeur George Bradshaw (en). Ce guide, vendu à partir de 1839, fournissait les horaires des trains du Royaume-Uni.
Patrick Couton a renommé le personnage fictif de « Georgina Bradshaw » en « Napoléonie Chaix », évoquant ainsi le Chaix, l'équivalent français du Guide Bradshaw, imprimé à partir de 1846 par Napoléon Chaix le fondateur de l'Imprimerie centrale des chemins de fer.